# Gare de Lessay
La gare de Lessay est une ancienne gare ferroviaire française située sur la commune de Lessay (département de la Manche). Elle se trouvait sur la ligne de chemin de fer de Cherbourg à Coutances. 

## Situation ferroviaire
Établie à 11 mètres d'altitude, la gare de Lessay était située au point kilométrique (PK) 29,104 de la ligne de Coutances à Sottevast, entre les gares de Millières et d'Angoville-sur-Ay.

## Histoire
La « gare de Lessay » est mise en service le 27 janvier 1884 par la Compagnie des chemins de fer de l'Ouest, lorsqu'elle ouvre à l'exploitation les 72 kilomètres de sa ligne à voie unique de Coutances à Sottevast.
La gare est fermée à tout trafic lors de l'arrêt du service des marchandises le 24 janvier 1988.

## Service des voyageurs
Gare fermée et désaffectée